# だめっこどうぶつ
『桑田着ぐるみ劇場 だめっこどうぶつ』は、桑田乃梨子作『まんがライフ』（竹書房）連載の4コマ漫画、もしくはそれを原作としたアニメ化作品。

## 概要
狩りが苦手なオオカミや、走るのが遅いチーターなど、だめだめな動物（着ぐるみ）達が集まる森で繰り広げられる日常を描いた漫画。多少ながらパロディも含まれているため子供でも楽しめるようになっている。

## 主な登場キャラクター
もともと作者のデビュー作の人物が元になっているらしい。
うる野（オオカミ）
声 - 高城元気
本作の主人公。虫も殺せぬダメ狼。狩りが苦手で群れを追い出された。何でも物事をマイナスに考えるネガティブ思考の持ち主。よくうさ原にいじめられているが、彼とは腐れ縁で繋がっている。タカ岡とは恋が実らない仲間として傷口を舐め合っている。うさ原に「だめ王」と言う称号を与えられるほど、だめっこの中のだめっこと認定されている。そのためうさ原のみならず、他のだめっこからもいじめられている。
だめっこの森に住み着くきっかけは、ちー子に一目惚れしたのが理由。何度かちー子と仲良くなろうと試みるが、ちー子の猫科独特のマイペースさに付いていけずに失敗を繰り返しており、想いは報われていない。
得意技は手芸で、手先が器用と思われがちだが、シロツメ草で冠を作ることが出来ないため、器用なのかそうでないのかは不明である。
うさ原（ウサギ）
声 - 杉山紀彰
強すぎて群れから追い出されたウサギ。弱肉強食という言葉を無視した存在であり、別名「最凶のウサちゃん」。常にタバコをくわえている。秋の初めには一時的に憂鬱モードになる。うる野をいじめているが、彼とは腐れ縁で繋がっている。
本人は自覚していないものの、基本的に熱血で真面目な性格のためかツッコミキャラという位置づけが強く、親友であるゆに彦とのコンビはうる野を巻き込むことが多い。最近は傍観者的立場が多く、ゆに彦と共にオチ担当に使われることが多い。白黒友の会メンバー。
ちー子（チーター）
声 - 成田紗矢香
本作のヒロイン。チーターなのに走るのが遅く、その上よく転ぶドジっ娘。性格は明るく、ポジティブな思考の持ち主。うる野の片思いの相手。ネコ科乙女の会所属。
彼女の作る手料理は最終兵器級のメシマズであり、見た目の良さから美味しそうに見えるが食べると気絶するほどの破壊力を持っているため、食べる前には胃薬が必要。しかし、一時期激太りしたうる野を激痩せさせた原因にもなっている。
ゆに彦（ユニコーン）
声 - 森川智之
俗物ユニコーン。森の一番奥に住んでいる自称「森のぬし」。はすっぱな女が好み。うる野を騙したりしていじっている。うさ原とダベっていることも多い。酒好き。うる野に厳しい現実を突きつけておどかしていることも多いが、ほとんどが的を射ている。
幻獣という理由で適当に流すことが多く、ついには相手の（ツッコミをいれる）やる気すら奪ってしまった。白黒友の会メンバー。
タカ岡（タカ）
声 - 青木誠
タカなのに、近眼で狩りが苦手。うさ原を捕らえようとすることもあるが、いつも失敗に終わる。本当はタカではなくワシだったことが判明した。しかし、タカ科の鳥の中で体のサイズが大きめのものをワシ、小さめのものをタカと、明確な区別をせずに慣習的に呼び分けているだけなので大差無い。ふくに片思いしている。
ぺが之助（ペガサス）
声 - 神谷浩史
ゆに彦の双子の弟だが、性格は正反対でシャイ。日々森の郵便屋さんとして働いている。うる野と交換日記をしている。ふくに片思いされていることに気づいていない。白黒友の会メンバー。
余談だが、ゆに彦とぺが之助は種族的にも馬なのに卵から産まれた（神獣だからとのこと）。
熊姉（クマ）
声 - 武田華
旅商人。姉御肌で面倒見もよいため、森の仲間から信頼されている。うさ原とは、かつて壮絶な喧嘩をしたが、引き分けとなったことをきっかけに友達になっている。なお、冬は冬眠をするため起こそうとすると暴力を振るう。
クマ川（クマ）
声 - 松原大典
熊姉の弟。踊りが上手で「放浪の天才、ダンシング・ベア」の異名を持つ。ウサギの着ぐるみを着たうる野に一目ぼれした。
サカマ田（シャチ）
声 - 笠原雄介
海洋哺乳類なのにカナヅチで浮き輪を愛用している。溺れたうる野を助ける為にカナヅチを克服し、だめっこどうぶつを卒業したかに見えたが、集団生活が出来なかったために再び戻ってきた。
ひれ子（マーメイド）＜原作のみ＞
ゆに彦の知り合いの人魚。紫外線に弱いため、上半身はウェットスーツを着用（下半身は魚）。いつも不機嫌そうにしている。
くろん（クロヒョウ）
声 - 安斉理恵子
ネコ科乙女の会のメンバー。白黒友の会メンバーでもある。
りんく（ヤマネコ）
声 - 五味万里子
ネコ科乙女の会のメンバー。真っ赤な服を着たキャバ嬢風のヤマネコ。
ぴゅー（ピューマ）
声 - 堀江真生子
ネコ科乙女の会のメンバー。スポーツ用品メーカーにひっかけて、上下青いジャージを着用している。
ふく（フクロウ）
声 - 新谷良子
ぺが之助に惚れていて、それと同時にタカ岡から惚れられているフクロウの少女。フクロウなのにベジタリアン。
しろ袋（フクロウ）＜原作のみ、アニメ放送終了後に登場＞
完璧な動物たちだけが集う森から来た自称フクちゃんの婚約者。彼の話から察するとおり、フクちゃんはもともと完璧な森からしろ袋のしつこさを理由にだめっこの森に移住したらしい。そして彼女を追いかけるように彼はだめっこの森に着たがうさ原たちにきつい皮肉を言われて一時退散している。再登場時は、うる野から罵られているあたり彼はかなり嫌われている。
うーちゃん（オオカミ）＜原作のみ＞
うる野の妹。別の森のオオカミの群れで暮らしているが、うる野を気にかけて度々だめっこの森を訪れている。ブラコンの気があり、世話焼きのため兄のうる野からは疎ましがられている。後にくろちゃんと付き合うようになる。
くろちゃん（オオカミ）＜原作のみ＞
黒い毛並みの一匹狼。だめっこの森付近を通りかかった際にうる野に遭遇し、なし崩し的に森の住人達と近しくなる。
ゆに彦からは認められているものの、森の住人からは一線を画しつつ、森の付近に腰を落ち着けているようだ。後にうさ原の仲立ちでうーちゃんと付き合うようになる。
やく原（ヤク）＜原作のみ＞
普段は北の地で暮らしているが、寒さに弱いため、冬の間だけだめっこの森を訪れるヤク。
うる野の友達だが、毛並みがフカフカで暖かいため、むしろネコ科乙女たちから大人気。彼女持ち。

## アニメ版
2005年にキッズステーションで放送された各5分のショートアニメ。2007年から地上波の独立局の一部地域での放送がスタート。なお、地方放送では2話ずつ放送されたほか規制により音声の修正などが行われている。2023年現在、不定期にキッズステーションで繰り返し再放送されている。

### スタッフ
- 原作 - 桑田乃梨子
- 監督 - 四分一節子
- シリーズ構成・脚本 - 末永光代
- キャラクターデザイン・総作画監督 - 小林ゆかり
- 美術監督・美術設定 - 湖山真奈美
- 色彩設計 - 森嶌一美
- 撮影監督 - 岡崎英夫
- 編集 - 米山宏造
- 音響監督 - 清水勝則
- 音楽 - 小林つん太
- 音楽プロデューサー - 向井達也
- 音楽協力 - ランティス
- アニメーションプロデューサー - 三上鉄男
- プロデューサー - 稲垣高広、小出一巳
- アニメーション制作 - マジックバス
- 製作 - だめっこどうぶつ製作委員会、キッズステーション、竹書房、マジックバス、アミューズメントメディア総合学院、スカパー・ウェルシンク

### 主題歌
オープニングテーマ「世界でいちばんボクが好き!」
作詞・作曲・編曲：小林つん太 / 歌：新谷良子
エンディングテーマ「ライフイズフリー」
作詞：桃井はるこ・KENTA / 作曲：桃井はるこ / 編曲：長谷川智樹 / 歌：新谷良子

### 各話リスト
| 話数 | サブタイトル                           | 脚本     | 絵コンテ       | 演出           | 作画監督     |
| ---- | -------------------------------------- | -------- | -------------- | -------------- | ------------ |
| 1    | うる野が森にやって来た!                | 末永光代 | 四分一節子     | 高橋滋春       | 小林ゆかり   |
| 2    | 月とアタリメとユニコーン               | 末永光代 | 高橋滋春       | 高橋滋春       | 関三恵子     |
| 3    | The 熊姉弟                             | 末永光代 | 高橋滋春       | 高橋滋春       | （泉保良輔） |
| 4    | 追いつめて追いつめられて しろつめ草    | 末永光代 | 高橋滋春       | 高橋滋春       | 徳倉栄一     |
| 5    | 森のはずれの黒い悪魔                   | 末永光代 | 四分一節子     | 高橋滋春       | 小林ゆかり   |
| 6    | はじめてのお友だち                     | 末永光代 | 高橋滋春       | 高橋滋春       | 中尾友治     |
| 7    | 緑の悲劇                               | 末永光代 | 高橋滋春       | 高橋滋春       | （阿部千秋） |
| 8    | 怪傑もち小僧とネコ科乙女たち           | 末永光代 | 高橋滋春       | 高橋滋春       | 佐藤友子     |
| 9    | ほんとにちいさなしあわせ               | 末永光代 | 土屋日         | 高橋滋春       | 土信田和幸   |
| 10   | だめ神様、お願い!                      | 末永光代 | 土屋日         | 高橋滋春       | 岡田誠司     |
| 11   | 泳げ! サカマ田くん                     | 末永光代 | 土屋日         | 高橋滋春       | 徳倉栄一     |
| 12   | 真夏の夜のきもだめし                   | 末永光代 | 麦野アイス     | 高橋滋春       | 徳倉栄一     |
| 13   | だめ神さま怒る!                        | 末永光代 | 麦野アイス     | 高橋滋春       | 徳倉栄一     |
| 14   | いかにもほんとにあったっぽい今作った話 | 末永光代 | 四分一節子     | 高橋滋春       | 徳倉栄一     |
| 15   | チャンスはいつかやってくる…かな?       | 末永光代 | 麦野アイス     | 小田原男       | 川口幸治     |
| 16   | ススキ野原でつかまえて                 | 末永光代 | 麦野アイス     | 小田原男       | 小野隆哉     |
| 17   | らぶらぶ馬温泉                         | 末永光代 | 麦野アイス     | 小田原男       | 山縣亜紀     |
| 18   | うさ原のゆううつ                       | 末永光代 | 高橋滋春       | 小田原男       | 並木あゆみ   |
| 19   | 仲間にいれてよ!                        | 末永光代 | 高橋滋春       | 小田原男       | 山縣亜紀     |
| 20   | 秋の夜長のひとり遊び                   | 末永光代 | 高橋滋春       | 小田原男       | 山縣亜紀     |
| 21   | だめっこサスペンス劇場 犯人は誰だ?     | 末永光代 | いわもとやすお | いわもとやすお | 土信田和幸   |
| 22   | クリスマスの奇跡                       | 末永光代 | いわもとやすお | いわもとやすお | 土信田和幸   |
| 23   | ゴロゴロむちむちお正月                 | 末永光代 | いわもとやすお | いわもとやすお | 岡田誠司     |
| 24   | 嫉妬の炎はメラメラと                   | 末永光代 | 高橋滋春       | 高橋滋春       | 小林ゆかり   |
| 25   | びっくり! ダメ治しさま                 | 末永光代 | 高橋滋春       | 高橋滋春       | 林一哉       |
| 26   | さようなら、うる野くん                 | 末永光代 | 高橋滋春       | 高橋滋春       | 神戸環       |

## ムービーコミック
2011年7月よりBeeマンガでムービーコミックが配信開始された。毎週金曜日更新で全26話。
主題歌
- the pillows「LITTLE BUSTERS」